# 孔平仲
孔平仲（?—?），字義甫，一作毅父。北宋新喻（江西省新餘市）人。孔子四十七代孙，属于“临江派”詩人。
治平二年（1065年）進士，授分寧〔今江西省九江市修水縣）主薄。熙寧三年（1070年），任密州（今山東省濰坊市諸城市）教授，曾任秘書丞、集賢校理，又提點江浙鑄錢、京西刑獄。六年四月充任秘书阁校理、朝奉大夫。紹聖年間貶为惠州（今广东省惠州市惠阳區）别驾，流放英州（今廣東省清遠市英德市）。
元符三年（1100年）七月，授朝奉大夫。崇宁元年（1103年）八月，管勾兖州太极观，不久卒。著有《續世說》、《孔氏談苑》 、《珩璜新論》、《釋稗》等。兄長孔文仲、孔武仲皆有文名。